# Macronutrienti
I macronutrienti sono quei nutrienti che forniscono energia per la crescita e per mantenere il metabolismo.
Dal punto di vista chimico, possono essere classificati in:
- sostanze: ad esempio glucidi, lipidi e protidi (alcuni includono anche l'alcol);
- elementi: ad esempio carbonio, idrogeno, ossigeno, azoto, fosforo, zolfo, sodio, potassio, magnesio e calcio.

Sono detti "macro" perché vengono assunti in quantità maggiore rispetto ai micronutrienti. Infatti l'unità di misura utilizzata per queste sostanze è il grammo, mentre per i micronutrienti occorre utilizzare il milligrammo. Anche l'acqua è un macronutriente, ma spesso non viene considerato come tale.
Di norma i macronutrienti sono sufficientemente presenti nelle diete occidentali, ma non sempre il rapporto quantitativo è bilanciato.

## Descrizione
| Proteine                                                                             | Immagine |
| ------------------------------------------------------------------------------------ | -------- |
| Carne (ad esempio manzo, pollo, agnello, maiale o canguro) - anche contenenti grassi |          |
| Pesce e frutti di mare                                                               |          |
| Uova                                                                                 |          |
| Latticini come latte e yogurt (anche contenenti carboidrati)                         |          |
| Fagioli e legumi (anche contenenti carboidrati)                                      |          |
| Noci (anche contenenti grassi)                                                       |          |
| Prodotti a base di soia                                                              |          |
| Prodotti a base di tofu                                                              |          |
| Carboidrati                                                                          | Immagine |
| Pane, riso, pasta, avena, quinoa, cuscus                                             |          |
| Verdure amidacee (patate, mais e zucca)                                              |          |
| Fagioli e legumi (ceci, lenticchie)                                                  |          |
| Grassi                                                                               | Immagine |
| Carne                                                                                |          |
| Burro                                                                                |          |
| Latticini interi come panna e mozzarella                                             |          |
| Olio di cocco                                                                        |          |
| Olio di arachidi, olio di palma e olio di semi di cotone                             |          |
| Biscotti e dolci                                                                     |          |
| Patatine                                                                             |          |
| Pesce                                                                                |          |
| Noccioline                                                                           |          |
| Avocado                                                                              |          |
| Oli vegetali (oliva, colza, girasole, crusca di riso)                                |          |